# Vila L

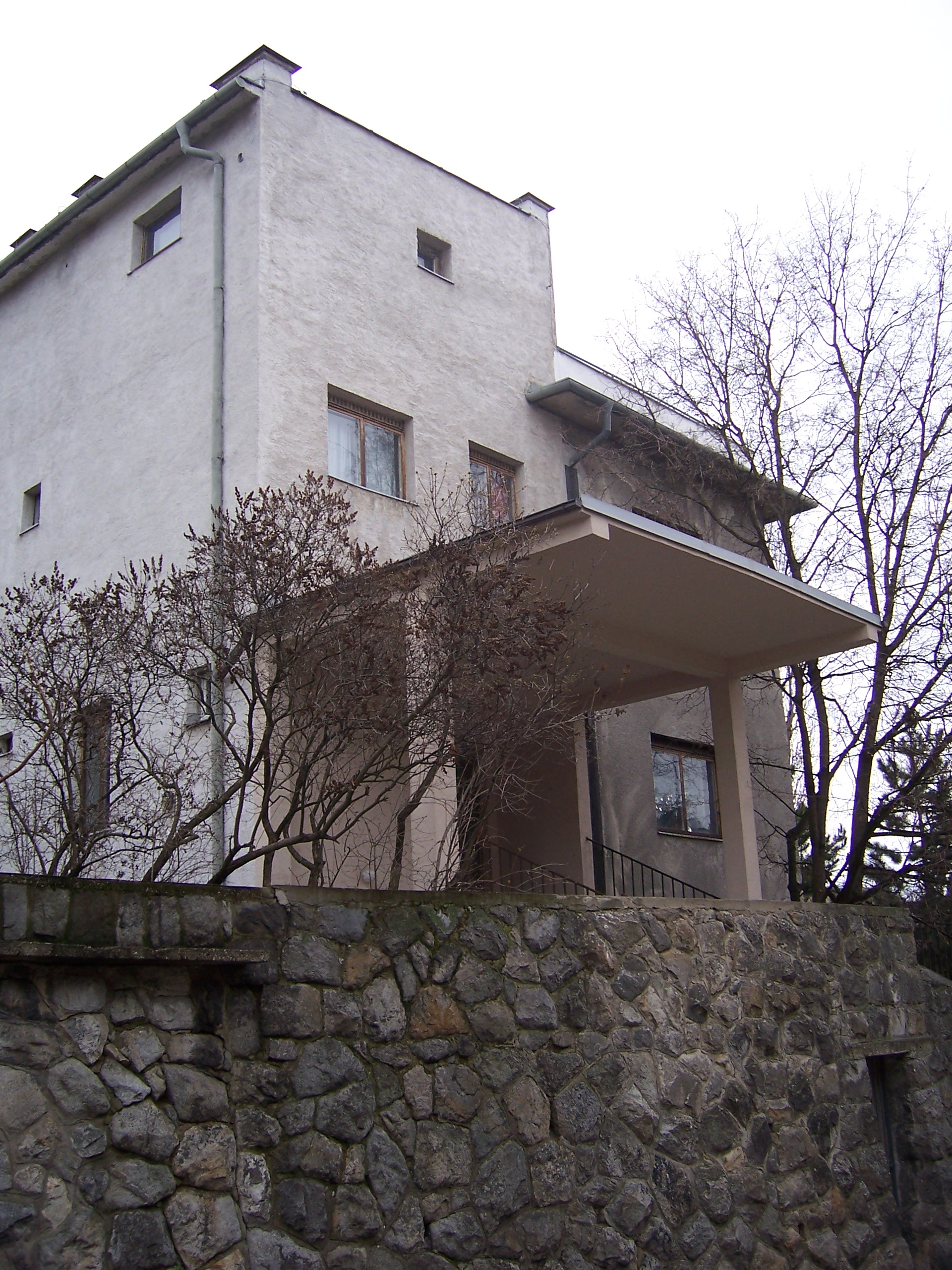
Vila L

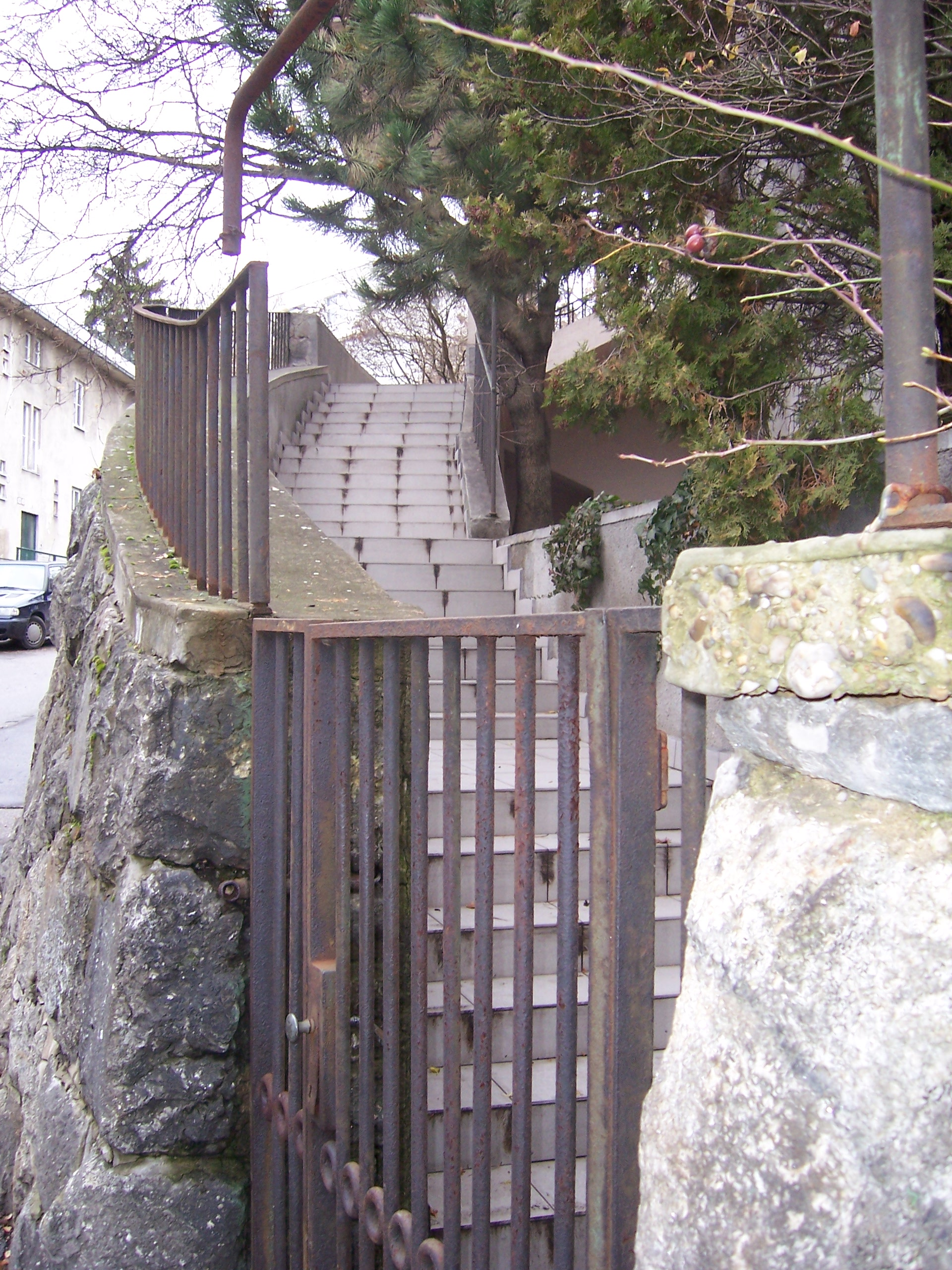
Vila L

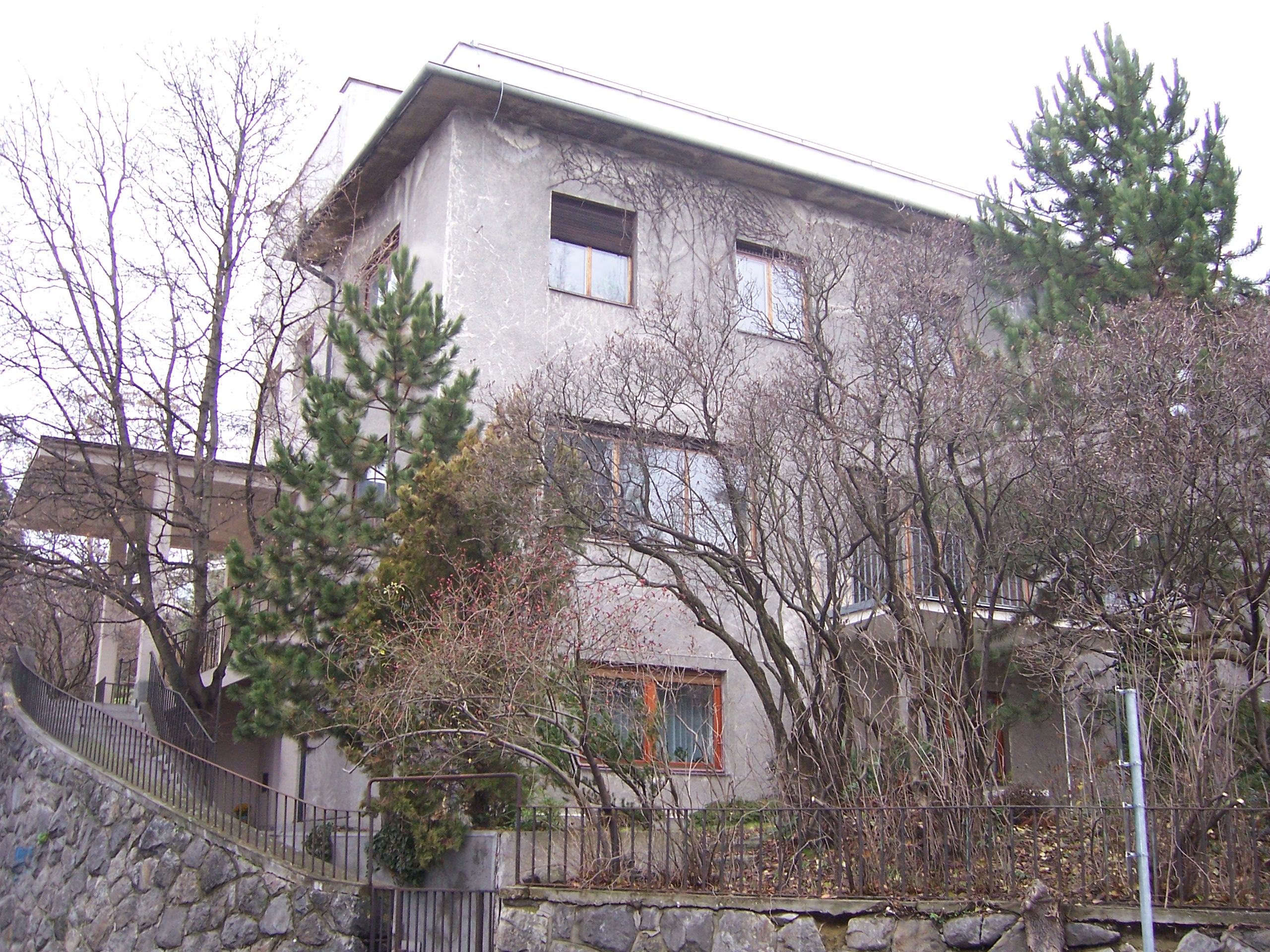
Vila L

Vila L je dům na ulici Podtatranského 3 v Bratislavě 1, z roku 1929. Architekty vily byli Fridrich Weinwurm a Ignác Vécsei, interiér navrhl Josef Hoffman.
Prostorové koncepce vil ve dvacátých a třicátých letech na Slovensku (zejména u domácích architektů) navazovaly na tradiční rituály měšťanského života pocházející z 19. století. Architekti tak vytvářeli standardní, stavebníkovi důvěrně známé prostorové kompozice – halu se schodištěm, obývák s krbem a dlouhou lavicí či jídelnu se zimní zahradou a podobně. Pružný Fridrich Weinwurm neboří radikálně individuální vazby svých stavebníků na tradici či maloměstský vkus, ale „architektonickým myšlením, které bylo bez patosu, neinfiltrované nárysovými pravidly“ dokázal velmi dobře reagovat na jejich požadavky a současně se nijak nezpronevěřit „vlastní víře v zjednodušení, racionalizaci a mechanizaci života, bydlení, vyjasnění všech názorů na poli hospodářském, sociálním a duchovním. "

## Historie vily
V roce 1929 dokončili podle projektu ateliéru Weinwurm – Vécsei v Bratislavě hrubou stavbu velké reprezentační vily pro prominentního bratislavského advokáta Arpáda Lengyela. Na mírně svažitém, pozemku ve vilové čtvrti nad městem navrhl Fridrich Weinwurm jednoznačný hladký hranol, který se částečně zařezává do terénu. Vila odpovídala Weinwurmovu přesvědčení, že „namísto krásy domu v maloměšťácké smyslu plném předsudků nastupuje nyní na domě i v něm nový typ krásy, který podmiňuje fungování vnitřního provozu.“ Jednoduchá, až přísná vnější forma vily byla výsledkem deestetizace architektury, která patřila ke klíčovým principům tvorby kanceláře Weinwurm – Vécsei.

## Dispozice vily
Vila má tři podlaží: suterén, zvýšené přízemí a patro. Hlavní vstup do domu je veden velkorysým dvouramenným terénním exteriérovým schodištěm, které je v závěrečné části kryté výraznou markýzou. Jednoduchost průčelí, prostá hranatá architektura s konstruktivistickým řešením vstupní markýzy, vkusné položení teras, bezchybný půdorys, to vše je třeba přičlenit k atributům této pěkné moderní budovy. Uvnitř rozvinuli architekti průlomové prostorové řešení: více než kdykoliv předtím se jim zde podařilo oddělit jednotlivé druhy provozů a otevřít dispozici. Ve společenské části vily, za podobným pasem horizontálních oken jako na budově elektráren tak dosáhli kontinuální prostor, dělený jen posuvnými stěnami. Hlavní společenský a obytný prostor je na prvním patře a tvoří ho jídelna, salon, hala se schodištěm do druhého patra kde jsou ložnice, hygienické zařízení a terasa. Nebylo jim však souzeno završit architekturu vily i interiérovým dotvořením. 

## Architektura
Architektura vily nese charakteristické znaky puristické moderny. Hladkou minimalistickou fasádu a prostorný účelně uspořádaný vnitřní prostor. Stavebník si pro neshody s F. Weinwurm vybral na vnitřní zařízení vily vídeňského architekta Josefa Hoffmana. Nebyl však jediný, koho Lengyeovci oslovili. Jak uvedl syn původních majitelů, na vilu se byl jako potenciální autor interiéru podívat i Adolf Loos. Nakonec se však přece jen rozhodli pro Josefa Hoffmanna. Ten začal projektovat ještě ve stádiu hrubé stavby a podle něj vyhotovili kompletní interiér, v dekorativním stylu z dílen Wiener Werkstätte. Ten se snažil eliminovat "chladný dojem" exteriéru a dal volný průběh touze stavebníka po nádheře a reprezentaci.

## Interiér
Josef Hoffmann vybavil vilu komplexním vloženým interiérem, který zahrnoval dřevěné obklady stěn, mobilní dělicí prvky, nábytkové sestavy, ba i textilní dekorace. V hale a jídelně jsou stěny a stropy obložené dřevem, přechody mezi nimi tvoří šikmé plochy. Ložnice vyzdobil ručně malovanými tapetami. Z Wiener Werkstätte pocházelo i stolní nádobí domácnosti. Podobná situace se opakovala i u vily Pfeffer ředitele cukrovaru Diosek Oskara Pfeffera. Tuto zdrženlivě krásnou, jednoduchou stavbu vybavil interiérem vídeňský architekt Ernst Schwadron. Stavebníci byli s výsledným dílem pravděpodobně spokojeni, ačkoli „představoval kompromis mezi hladkými plochami Nového stavění a (Hoffmannovou) zálibou v dekorativním působení.“ Vila je tak příkladem zápasu protichůdných názorů nové architektury a názory na komfort a životní styl.